# 蒲儿根
蒲儿根（学名：Sinosenecio oldhamianus）是菊科蒲儿根属的植物。分布于泰国、缅甸、越南以及中国大陆的西藏、贵州、湖南、江西、云南、广东、福建、陕西、香港、四川、广西、河南、安徽、浙江、山西、甘肃、江苏等地，生长于海拔360米至2,100米的地区，常生长在草坡、潮湿岩石边、溪边、林缘以及田边，目前尚未由人工引种栽培。

## 异名
- Senecio oldhamianus Maxim.